# Oriodryas olbophora
Oriodryas olbophora är en fjärilsart som beskrevs av Turner 1925. Oriodryas olbophora ingår i släktet Oriodryas och familjen vecklare. Inga underarter finns listade i Catalogue of Life.